# Liriomyza bulgarica
Liriomyza bulgarica este o specie de muște din genul Liriomyza, familia Agromyzidae, descrisă de Beiger în anul 1979.
Este endemică în Bulgaria. Conform Catalogue of Life specia Liriomyza bulgarica nu are subspecii cunoscute.